# Chionaema fumea
Chionaema fumea là một loài bướm đêm thuộc phân họ Arctiinae, họ Erebidae.